# 跟住矛盾去旅行
《跟住矛盾去旅行》（英語：Travel with Rivals）是由香港電視娛樂製作的真人實況旅遊節目，為ViuTV開台後首輪播放的主打節目。節目會邀請背景、身份、價值觀矛盾對立的社會名人，一同出遊外地，展開另類行程。
第一集於2016年4月6日（星期三）22:00－23:00首播，第二集起逢星期一至二22:00－23:00在ViuTV播出。
該真人秀節目口碑不俗，在同年8月香港大學民意研究計劃公佈的2016年第二季（4-6月）電視節目欣賞指數調查結果當中，《跟住矛盾去旅行》便得第二位，亦於《2016電視節目欣賞指數調查》全年度欣賞指數總排名第七位。
Viu TV原本已經製作了第二季，原定在2016年11月播放，嘉賓包括大量政治人物。不過由於王丹與馮敬恩於日本論壇談港獨疆獨而遭ViuTV發聲明將節目全輯抽起。部份製作團隊人員亦因此事需要離職。其後王丹及馮敬恩亦就電視台的聲明作出反駁，澄清記者會是由ViuTV安排出席，王丹用「無恥」形容電視台的聲明。

## 概覽
節目會邀請背景、身份、價值觀矛盾對立的嘉賓一同出遊外地五日四夜，展開另類行程。並希望能帶出包容彼此、凡事相信、互相忍耐等訊息。

## 每集內容
| 系列   | 集數 | 播映日期           | 嘉賓           | 旅遊地點                                       | 旁白   |
| 不適用 | 1 | 4月6日             | 總介紹         | 總介紹                                         | 曾鈺成 |
| 不適用 | 第一集前半小時為節目合輯，介紹已完成製作的六對旅行組合特輯。 |                    |                |                                                |        |
| 1      | 1－3 | 4月6日、11日、12日 | 曾鈺成、梁國雄 | 波蘭華沙、羅茲、格但斯克                       | 周庭   |
| 1      | 立法會主席曾鈺成和議員梁國雄政見矛盾，但都崇拜馬克思主義，所以這次會同遊波蘭。在2015年12月22至28日期間拍攝。 他們跟慈善組織「義遊」同行，探訪低下階層家庭、派發禮物，並會在波蘭渡過並體驗當地聖誕。二人展示政見矛盾以外合拍一面，更分享當中的人生經歷與愛情觀。 |                    |                |                                                |        |
| 2      | 4－5 | 4月18日、19日      | 葉頌昇、陳如敏 | 越南河內、三島國家公園、和平市                 | 不適用 |
| 2      | 「海星老師」葉頌昇和補習天后Amanda（陳如敏）的教育方向迥然不同：鄉師自然教育與名師背誦教育。這次同遊河內，將教育精神帶到越南。 通過教導那裏沒有身份國籍的基層兒童學習英文，二人展示教育價值觀的矛盾。 |                    |                |                                                |        |
| 3      | 6－7 | 4月25日、26日      | 連詩雅、葉蘊儀 | 義大利佛羅倫斯、博洛尼亞                       | 不適用 |
| 3      | 藝人葉蘊儀和連詩雅是不同年代的女神，個性完全相反的她們去到既有文化藝術氣氛同時又充滿購物機會的意大利佛羅倫斯，展示不同年代女性間的矛盾。 |                    |                |                                                |        |
| 4      | 8－9 | 5月2日、3日        | 蔣麗芸、林日曦 | 首爾、漢江                                     | 梁國雄 |
| 4      | 民建聯立法會議員蔣麗芸和毛記電視創辦人林日曦身份相距甚遠，他們會去韓國首爾，嘗試了解當地青年尋找工作困難的問題，並在當地申請工作和進行面試。 林日曦積極嘗試與蔣麗芸「零交流」、「零對話」，並以導遊兼翻譯員Viola（別名OO）擔任傳話人，使旅行增添大量未知數。林日曦指出這是一個「社會實驗」，透過過濾語氣及字詞，測試能否達致有效溝通。 蔣麗芸後期未能與林日曦對話感到不滿，最終拒絕同場拍攝，兩人大部份時間都分開拍攝（包括住宿及乘車），僅有初次會面、拍攝面試照片、以及與當地青年面試三段期間同場拍攝，是這節目最對立的一組。 |                    |                |                                                |        |
| 5      | 10－11 | 5月9日、10日       | 高皓正、何韻詩 | 爱尔兰都柏林                                   | 林日曦 |
| 5      | 高皓正為虔誠基督徒，跟公開宣佈出櫃的何韻詩，兩位歌手的價值觀截然不同，這次會去到愛爾蘭都柏林。 愛爾蘭是一向保守的天主教國家，在2015年卻讓同性婚姻合法化。二人將展示戀愛、婚姻、宗教等信念的矛盾。 |                    |                |                                                |        |
| 6      | 12－13 | 5月16日、17日      | 戴夢夢、邵音音 | 印度尼西亞峇里                                 | 高皓正 |
| 6      | 邵音音對丈夫非常堅貞，並且包容二奶，而戴夢夢就是外放女生，甚至背負第三者之名。兩位藝人會去到印尼峇里進行靈性之旅，探討女性不同愛情價值觀的矛盾。 |                    |                |                                                |        |
| 7      | 14－15 | 5月23日、24日      | 周庭、何君堯   | 日本東京、靖國神社、上野公園、秋葉原、立教大學 | 何韻詩 |
| 7      | 建制派區議員何君堯、學運代表周庭二人在政治立場、年紀、性別皆有不同，二人將同遊港人熱愛的旅遊勝地日本，並且到香港研究者倉田徹任教的立教大學與當地學生討論，探討兩代之間的代溝和矛盾。 周庭的原定拍檔為劉夢熊，因劉夢熊於拍攝前被判入獄，節目組改為邀請何君堯代替劉夢熊位置，本系列亦延後至節目播放期間（4月中）拍攝。 |                    |                |                                                |        |
| 不適用 | 16 | 5月29日            | 場外精華       | 場外精華                                       | 邵音音 |
| 不適用 | 最後一集為播放七個系列的未曝光絕密片段，播放參與者於節目播放後的訪問（蔣麗芸除外），反映節目對社會的迴響。 節目末段則訪問一眾疑似嘉賓，提示制作第二季的可能性。 |                    |                |                                                |        |

## 收視率
| 集數 | 播出日期     | 綜合收視點 | 收看人數  | 備註           |
| ---- | ------------ | ---------- | --------- | -------------- |
| 1    | 2016年4月6日 | 10.6點     | 約689,000 | 開台日特別首播 |

- 第一集上架一周（由2016年4月7日至13日），串流收看量超過78萬次。[23]

## 備註
1. ↑  韓國篇內，林日曦把本節目定性為公幹，表示與陌生人（意指蔣麗芸）零交流沒有旅行的感覺。韓國完結篇的預告片段片尾，製作組亦以此名稱作為惡搞的部分。

## 外部連結
- 跟住矛盾去旅行 | ViuTV （页面存档备份，存于）

## 節目變遷
| 香港 ViuTV 星期一、二 22:00－23:00 · 4月6日 22:00－23:00（星期三開台特別播映） · 5月29日 00:00－01:00 | 香港 ViuTV 星期一、二 22:00－23:00 · 4月6日 22:00－23:00（星期三開台特別播映） · 5月29日 00:00－01:00 | 香港 ViuTV 星期一、二 22:00－23:00 · 4月6日 22:00－23:00（星期三開台特別播映） · 5月29日 00:00－01:00 |
| --- | --- | --- |
| | 跟住矛盾去旅行 （2016年4月6日－5月29日）                                                              | |
| （頻道啟播）                                                                                          | 慳D啦 Honey （2016年5月30日－6月28日）                                                                | |